# Diepflingen
Diepflingen és un municipi del cantó de Basilea-Camp (Suïssa), situat al districte de Sissach.